# Stuart Cooper
Stuart W. Cooper (nascut el 1942 a Hoboken (Nova Jersey)) és un cineasta, actor i escriptor estatunident.
Cooper va ser resident al Regne Unit als anys seixanta i setanta, on la seva aparició cinematogràfica més destacada va ser una de Roscoe Lever a Els dotze del patíbul el 1967. També va intervenir a I'll Never Forget What's'isname (1967) com un dels membres de l'equip de la pel·lícula d'Oliver Reed i Subterfuge (1968) protagonitzada per Gene Barry i Joan Collins.
El 1974 va dirigir Little Malcolm que va participar al 24è Festival Internacional de Cinema de Berlín, on va obtenir l'Ós de Plata. El següent any va rodar Overlord que va guanyar el Gran Premi del Jurat al 25è Festival Internacional de Cinema de Berlín.

## Filmografia
Com a director:
| Títol               | Any  |
| ------------------- | ---- |
| A Test of Violence  | 1970 |
| Kelly Country       | 1973 |
| Little Malcolm      | 1974 |
| Overlord            | 1975 |
| The Disappearance   | 1977 |
| Christmas Eve       | 1986 |
| Payoff              | 1991 |
| One Special Victory | 1991 |
| Rubdown             | 1993 |
| Dancing with Danger | 1994 |
| Bitter Vengeance    | 1994 |
| Out of Annie's Past | 1995 |
| Dead Ahead          | 1996 |
| Bloodhounds II      | 1996 |
| The Ticket          | 1997 |
| The Hunted          | 1998 |
| Chameleon           | 1998 |
| Hustle              | 2000 |
| Magic Man           | 2010 |

| Títol                 | Any  |
| --------------------- | ---- |
| The Long Hot Summer   | 1985 |
| A.D.                  | 1985 |
| The Fortunate Pilgrim | 1988 |

Com a actor:
| Títol                           | Any  | Paper        | Notes |
| ------------------------------- | ---- | ------------ | ----- |
| The Dirty Dozen                 | 1967 | Roscoe Lever |       |
| I'll Never Forget What's'isname | 1967 | Lewis Force  |       |
| Subterfuge                      | 1968 | Dubrossman   |       |